# Hwang Young-hee
Pour les articles homonymes, voir Hwang.
Dans ce nom coréen, le nom de famille, Hwang, précède le nom personnel.
Hwang Young-hee, (coréen 황영희) née le 22 mars 1969 à Mokpo, est une actrice sud-coréenne.

## Biographie

### Jeunesse et formation
Hwang Young-hee' est née le 22 mars 1969 à Mokpo dans la province du Jeolla du Sud. Elle est entrée à l'université nationale de Mokpo.

### Carrière professionnelle
En 1987, elle rejoint Big Boss Entertainment, où elle débute dans de nombreuses pièces de théâtre et représentations théâtrales,.
En 2006, elle fait une transition vers des apparitions à l'écran, en jouant dans While You Were Sleeping et The King: Eternal Monarch. Elle est également apparue dans les films The Witness, May 18 et Mother,,.

## Filmographie

### Cinéma
- 2008 : May 18 : La femme d'In-bong
- 2009 : Mother : La parente enceinte d'Ah-jung
- 2014 : Miss Granny : Propriétaire de restaurant
- 2018 : The Witness : Présidente de la société des femmes

### Télévision
- 2008 : Beethoven Virus : Hyuk Kwon-chu
- 2011 : Can You Hear My Heart : La mère de Seung-chul
- 2016 : Secret Healer : Mme Jeong
- 2016 : Shopping King Louie : Hwang Geum-shim
- 2017 : While You Were Sleeping : Yoon Moon-sun
- 2019 : Hotel del Luna : Hwang Mun-seok
- 2020 : Hospital Playlist : Proche du patient
- 2020 : The King: Eternal Monarch : Min Hwa-yun
- 2020 : The Penthouse: War in Life : La belle-mère de Yoon-hee
- 2023 : Daily Dose of Sunshine : La mère de Da-eun
- 2024 : La Reine des larmes : Jeon Bong-ae